# Хирн, Уильям Филип
Уильям Филип Хирн (англ. William Philip Hiern, 1839 — 1925) — британский ботаник и математик.

## Биография
Уильям Филип Хирн родился в 1839 году.
Хирн работал в графстве Девон. Он внёс значительный вклад в ботанику, описав множество видов растений. 
Уильям Филип Хирн умер в 1925 году. 

## Научная деятельность
Уильям Филип Хирн специализировался на Мохообразных и на семенных растениях. 

## Некоторые публикации
- Hiern, WP. 1899. Alsine in the British flora. Ed. West Newman. 5 pp.
- Hiern, WP. 1897. Isle of Man plants (Journal of Botany). 5 pp.
- Hiern, WP. 1896. Catalogue of the African Plants: Dicotyledons, Part 4, Lentibulariaceae to Ceratophylleae. Reditó 2008 Friedrich Welwitsch. 280 pp. ISBN 978-0-548-95732-5.
- Hiern, WP. 1873. A monograph of Ebenaceae (Transactions of the Cambridge Philosophical Society). Ed. University Press. 300 pp.